# Mozi
Mozi (墨子S, MòzǐP, latinizzato in Micius; Lu, 470 a.C. circa – 391 a.C. circa) è stato un filosofo cinese.
Pensatore cinese, visse a cavallo tra il periodo delle primavere e degli autunni e quello degli stati combattenti. Fu uomo dotato di grande spirito di carità. Il suo insegnamento, in rapporto a quello di Confucio, era diretto alle parti più umili e più popolari della società. Sembra non abbia scritto nulla, o forse i suoi scritti furono bruciati in un periodo successivo alla sua morte (roghi dell'imperatore Qin Shi Huang con l'obiettivo di unificare il pensiero di tutta la Cina). Il suo pensiero ci è comunque noto attraverso le testimonianze dei discepoli, raccolte nel libro omonimo: Mozi.

## Vita
La maggior parte degli storici crede che Mozi fosse un membro della classe artigiana inferiore che riuscì a scalare relativamente la società dell'epoca. È noto, tuttavia, che i suoi genitori non erano affettuosi verso di lui e gli mostrarono pochissimo amore. Mozi era nativo dello Stato di Lu (oggi Tengzhou, provincia di Shandong), anche se per un certo periodo è stato ministro dello Stato di Song. Come Confucio, Mozi era noto per aver insegnato in una scuola per coloro che desideravano diventare funzionari nelle diverse corti degli Stati combattenti.
Mozi era un falegname ed era estremamente esperto nella creazione di dispositivi, progettava di tutto, dagli ugelli meccanici ai macchinari con scale per assediare le mura della città. Pur non ricoprendo una posizione ufficiale di alto livello, Mozi fu ricercato da vari governanti come esperto delle fortificazioni. Nei suoi primi anni Ha frequentato scuole di confucianisti, ma vedeva il confucianesimo come troppo fatalistico e lo riteneva dannoso per la vita e la produttività della gente comune. Durante la sua vita riuscì ad attrarre un grande seguito che rivaleggiava con quello di Confucio. I suoi seguaci, per lo più tecnici e artigiani, erano organizzati in un ordine che studiava gli scritti filosofici e tecnici di Mozi.
Secondo alcuni racconti dell'epoca, egli era stato salutato da molti come il più grande eroe proveniente dall'Henan. Si diceva che la sua passione fosse il bene del popolo, senza che avesse alcun interesse personale o addirittura della propria vita o morte. Il suo instancabile contributo alla società venne elogiato da molti, tra cui il discepolo di Confucio Mencio.  Fintanto che qualcosa andava a beneficio dell'umanità, Mozi lo perseguiva. Zhang Tai Yan disse che in termini di virtù morale, neanche Confucio e Laozi possono essere paragonati a Mozi.
Mozi viaggiò da una zona di crisi all'altra attraverso il paesaggio devastato degli Stati combattenti, cercando di dissuadere i governanti dai loro piani di conquista. Secondo il capitolo "Gongshu" di Mozi, una volta camminò per dieci giorni fino allo stato di Chu per prevenire un attacco allo stato di Song. Alla corte di Chu, Mozi si impegnò in nove giochi di guerra simulati con Gongshu Ban, il capo stratega militare di Chu, e rovesciò ciascuno dei suoi stratagemmi. Quando Gongshu Ban lo minacciò di morte, Mozi informò il re che i suoi discepoli avevano già addestrato i soldati di Song ai suoi metodi di fortificazione, quindi sarebbe stato inutile ucciderlo. Il re Chu fu costretto a interrompere i propositi di guerra. Sulla via del ritorno, tuttavia, i soldati di Song, non riconoscendolo, non avrebbero permesso a Mozi di entrare nella loro città, e dovette passare una notte gelata sotto la pioggia. Dopo questo episodio, fermò anche lo stato di Qi nelle sue intenzioni di attaccare lo stato di Lu. Egli insegnò che la difesa di una città non dipende solo dalla fortificazione, dalle armi e dall'approvvigionamento di cibo, ma anche dalla capacità di tenere le persone di talento vicine riponendo fiducia in loro.

## Filosofia
Mozi ha lasciato una riflessione filosofica principalmente morale e politica. In vita avrebbe infatti peregrinato di paese in paese alla ricerca di un sovrano che volesse attuare le sue idee ma anche le sue competenze pratiche. In questo possiamo certamente ravvisare alcune similitudini con la vita di Confucio.
Dobbiamo però notare che nonostante Mozi parte nelle sue riflessioni dal tracciato confuciano, condividendone alcuni termini ed alcune fonti (le Odi ed I Documenti ad esempio), se ne distanzierà su alcuni elementi fondamentali e soprattutto nella riflessione sulla benevolenza e sull’amore universale.
Gli insegnamenti morali di Mozi sottolineavano l'autoriflessione e l'autenticità piuttosto che l'obbedienza al rituale. Egli osservò che spesso comprendiamo il mondo attraverso le avversità. Riflettendo sui successi e fallimenti, si ottiene la vera conoscenza di sé piuttosto che la semplice conformità al rito. Mozi esortava le persone a condurre una vita di ascesi e autocontrollo, rinunciando allo stravaganza materiale e spirituale.

### Metodo a tre punti
Come Confucio, Mozi idealizzò la dinastia Xia e gli antichi della mitologia cinese, ma criticava la credenza confuciana che la vita moderna dovesse essere modellata sui modi degli antichi.  Mozi riteneva che le persone fossero in grado di cambiare le proprie circostanze e di dirigere la propria vita. Potrebbero farlo applicando i loro sensi all'osservazione del mondo, giudicando gli oggetti e gli eventi in base alle loro cause, funzioni e basi storiche. Questo era il "metodo a tre punti" raccomandato da Mozi per testare la verità o la falsità delle dichiarazioni. I suoi studenti in seguito ampliarono questo per formare la Scuola dei Nomi.

### Amore universale e benevolenza
Mozi cercò di sostituire quello che considerava il tanto radicato attaccamento cinese alle strutture familiari con il concetto di "cura imparziale" o "amore universale" (兼愛, jiān ài). Proprio per questo si metteva in contrapposizione con i confuciani i quali sostenevano che era naturale e corretto per le persone preoccuparsi di persone diverse con livelli diversi. Mozi, invece, sosteneva che in linea di principio le persone dovrebbero prendersi cura di tutti allo stesso modo, concetto che i filosofi di altre scuole ritenevano assurdo, in quanto interpretavano questo concetto come non implicante alcuna particolare cura o dovere nei confronti dei propri genitori e della propria famiglia.
Nel primo capitolo degli scritti di Mozi sull'amore universale, Mozi sostiene che il modo migliore di essere fedele ai propri genitori è essere fedele ai genitori degli altri. Il principio fondante è che la benevolenza, così come la malevolenza, è richiesta, e che uno sarà trattato dagli altri come tratta gli altri. Mozi cita un passaggio popolare dello Shijing per rafforzare questo punto: "Quando qualcuno mi lancia una pesca, io gli restituisco una susina". I genitori di una persona saranno trattati dagli altri come si trattano i genitori degli altri. Perseguendo questa linea di argomentazione, Mozi si appellava direttamente all'idea di un interesse personale illuminato nelle relazioni sociali. Da notare anche il fatto che Mozi faceva differenze tra "intenzione" e "realtà", attribuendo così un'importanza centrale alla volontà di amare, anche se in pratica può benissimo essere impossibile portare beneficio a tutti.
Inoltre, Mozi sosteneva che la benevolenza esiste per gli esseri umani "in maniera naturale come il fuoco si volge verso l'alto o l'acqua si gira verso il basso", a condizione che le persone in posizioni di autorità mostrino benevolenza durante la propria vita. Nel distinguere tra le idee di "universale" (jian) e "differenziale" (bie), Mozi diceva che "universale" deriva dalla giustizia, mentre "differenziale" implica sforzo umano. Inoltre, l'argomento di base di Mozi sull'amore universale afferma che l'amore universale è estremamente pratico, e questo argomento era diretto contro coloro che obiettavano che tale amore non poteva essere messo in pratica.

### Volontà del Cielo
Per Mozi la volontà del Cielo (天, |tiān ) era che la gente si amasse l'un l'altro e che l'amore reciproco tra tutti portasse vantaggio a tutti. Pertanto, era nell'interesse di tutti amare gli altri come si può amare se stessi. Il tiān deve essere rispettato perché, in mancanza di ciò, gli esseri umani sarebbero stati sottoposti a punizione. Per Mozi, il cielo non era la natura "amorale" e mistica dei taoisti piuttosto era una forza benevola e morale che ricompensava il bene e puniva il male. Similmente alle religioni abrahamiche, Mozi credeva che tutte le cose viventi esistono in un regno governato dal Cielo, e il Cielo ha una volontà indipendente e superiore alla volontà dell'uomo. Così scrive che "l'amore universale è la via del cielo", poiché "il cielo nutre e sostiene tutta la vita senza riguardo allo status". Anche l'ideale del buon governo di Mozi, che sosteneva una meritocrazia basata sul talento, seguiva il concetto del tiān.

### Fantasmi e spiriti
Mozi credeva anche nel potere dei fantasmi e degli spiriti, anche se si pensa che li abbia adorati solo pragmaticamente. Infatti, nella sua discussione sui fantasmi e sugli spiriti, egli osserva che, anche se non esistevano, le riunioni per le offerte di sacrifici avevano comunque un ruolo nel rafforzare i legami sociali. 

### Destino
Mozi, infine, incitava le persone a lavorare duramente per cambiare il loro destino e la disuguaglianza nel mondo. Secondo Confucio, invece, la vita e la morte di una persona, la ricchezza e la povertà sono completamente legate al destino e il potere personale non può essere cambiato.

## Preso a modello da Brecht
Anche Bertolt Brecht scrisse un libretto di regole di comportamento che faceva risalire a Mozi, dal titolo Me-ti. Libro delle svolte, in italiano tradotto da Cesare Cases per l'Einaudi editore nel 1970. Pur dicendo nell'introduzione che si tratta della traduzione della traduzione inglese di Charles Stephen, in realtà il libro di Brecht si svolge in parallelo con personaggi contemporanei, dandone anche una chiave. Per esempio Eh-fu è Engels, Mi-en-leh è Marx, Hü-jeh è Hegel, Sa è Rosa Luxemburg, Ni-en è Stalin, To-tsi è Trotsky, Hi-jeh è Hitler e Kin-jeh è Brecht stesso.